# لئون ادواردز
لئون ادواردز (انگلیسی: Leon Edwards؛ زادهٔ ۲۵ اوت ۱۹۹۱) ورزشکار هنرهای رزمی ترکیبی اهل بریتانیا است.
ادواردز یک رزمی‌کار ترکیبی حرفه‌ای انگلیسی است. او در حال حاضر در بخش میان‌وزن سازمان یواف‌سی رقابت می‌کند، جایی که او قهرمان سابق میان‌وزن یواف‌سی است. ادواردز که از سال ۲۰۱۱ به صورت حرفه‌ای فعالیت می‌کند، پیش از این برای BAMMA رقابت می‌کرد، جایی که او قهرمان میان‌وزن BAMMA بود. از ۱۳ مه ۲۰۲۵، او در رتبه‌بندی میان‌وزن یواف‌سی در رتبه چهارم قرار دارد.